# New Look (linea Dior)
New Look è stata la prima, oltre che la più iconica collezione, firmata da Christian Dior.
Il 12 febbraio 1947, Christian Dior lanciò la sua prima collezione di moda. La sfilata di 90 modelli fu presentata nei saloni della sede della maison in Avenue Montaigne 30. 
In origine, le due linee della collezione primavera-estate erano chiamate "Corolle" e "Huit". Tuttavia, la nuova collezione è passata alla storia della moda come il "New Look" dopo che Carmel Snow, la caporedattore di Harper's Bazaar estasiata dalla rivoluzionaria linea ebbe a esclamare: “What a new look!” (È un look così nuovo!). Da quel momento la linea di Dior fu nota al mondo con il soprannome americano.
Il New Look è stata una rivoluzione per la moda femminile alla fine degli anni quaranta. Alla collezione di debutto di Christian Dior si attribuisce il rilancio dell'industria della moda nella Francia del dopoguerra. 
La silhouette era caratterizzata da una vita piccola e stretta e da una gonna ampia che scendeva fin sotto la metà del polpaccio, enfatizzando busto e fianchi. La collezione presentava modelli più squisitamente femminili, in contrasto con le mode del tempo, realizzando gonne ampie, vita stretta e spalle morbide. 
Il New Look divenne estremamente popolare, la sua silhouette a gonna ampia influenzò altri stilisti fino agli anni '50 come Vincenzo Ferdinandi e le Sorelle Fontana, ma anche i designer più recenti degli anni 2000, tra cui Thom Browne, Miuccia Prada e Vivienne Westwood.